# Aldealengua

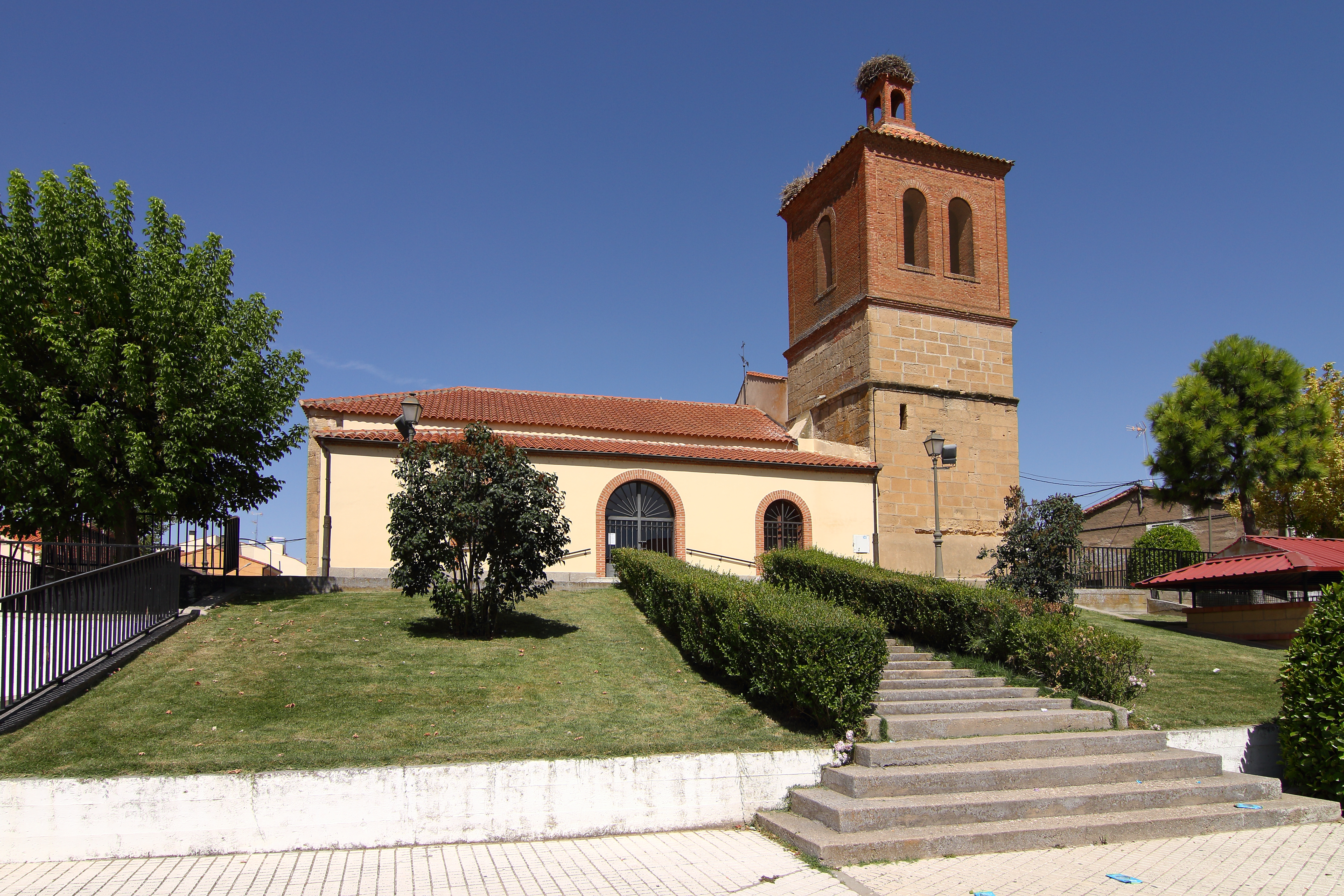
Iglesia de Santiago

Aldealengua es un municipio y localidad española de la provincia de Salamanca, en la comunidad autónoma de Castilla y León. Se integra dentro de la comarca de Las Villas. Pertenece al partido judicial de Salamanca y a la Mancomunidad La Armuña.
Su término municipal está formado por un solo núcleo de población, ocupa una superficie total de 5,48 km² y según los datos demográficos recogidos en el padrón municipal elaborado por el INE en el año 2017, cuenta con una población de 677 habitantes (351 hombres y 345 mujeres).
El núcleo de población se extiende a lo largo de la carretera SA-804, hacia su margen izquierdo. Al otro lado de la carretera discurre el río Tormes, que hace de límite municipal. Está rodeado de pueblos importantes como Cabrerizos, Aldearrubia y San Morales. Es una población bastante llana. Combina casas antiguas con construcciones nuevas.
Cuenta con Ayuntamiento propio, polideportivo municipal, consultorio médico, estanco, iglesia, club de personas mayores, panadería y bar. También cuenta con una zona recreativa y una pista deportiva. En el polideportivo, normalmente, se juegan partidos de tenis y algunos años actividades recreativas para niños pequeños.
Aldelengua también cuenta con una pequeña red de autobuses, dirigiéndose primero hacia la localidad de Aldearrubia y más tarde pasan por Aldelengua, para dirigirse a Salamanca. Otro autobús nocturno hace el camino contrario dirigiéndose de Salamanca hacia Aldealengua y Alderarrubia
La iglesia está dedicada a Santiago Apóstol, situado en el  retablo principal, al cual se le tenía mucha devoción. Se preparaban algunas salas para recibir peregrinos, que descansaban y después continuaban con su ruta. Estos salían del pueblo por el “Camino de Santiaguillo”.
La iglesia se termina alrededor del siglo XV. Se construyó sobre restos de otra del siglo XII-XIII, de estilo románico-mudéjar. Ha sido rehabilitada hace unos años.
Aldelaengua tiene una carretera provincial que la conecta con los municipios de alrededor, usada por la mayoría de las personas que viven allí. También está rodeada de caminos que la conectan con otros pueblos que no poseen una carretera provincial como tal. También pasa el río Tormes por Aldelaengua, donde se hacen actividades recreativas como remo, natación o incluso cámpines en los bosques alrededor del río.

## Etimología

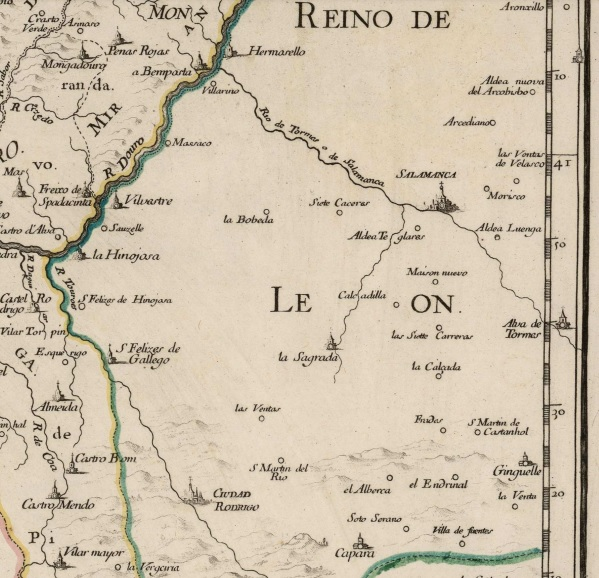
Mapa del año 1666 en el que aparece Aldealengua como Aldea Luenga

Su nombre original en la Edad Media era Aldealuenga, que se traduciría en el leonés hablado entonces en la localidad por "aldea lejana" o "aldea larga".

## Historia

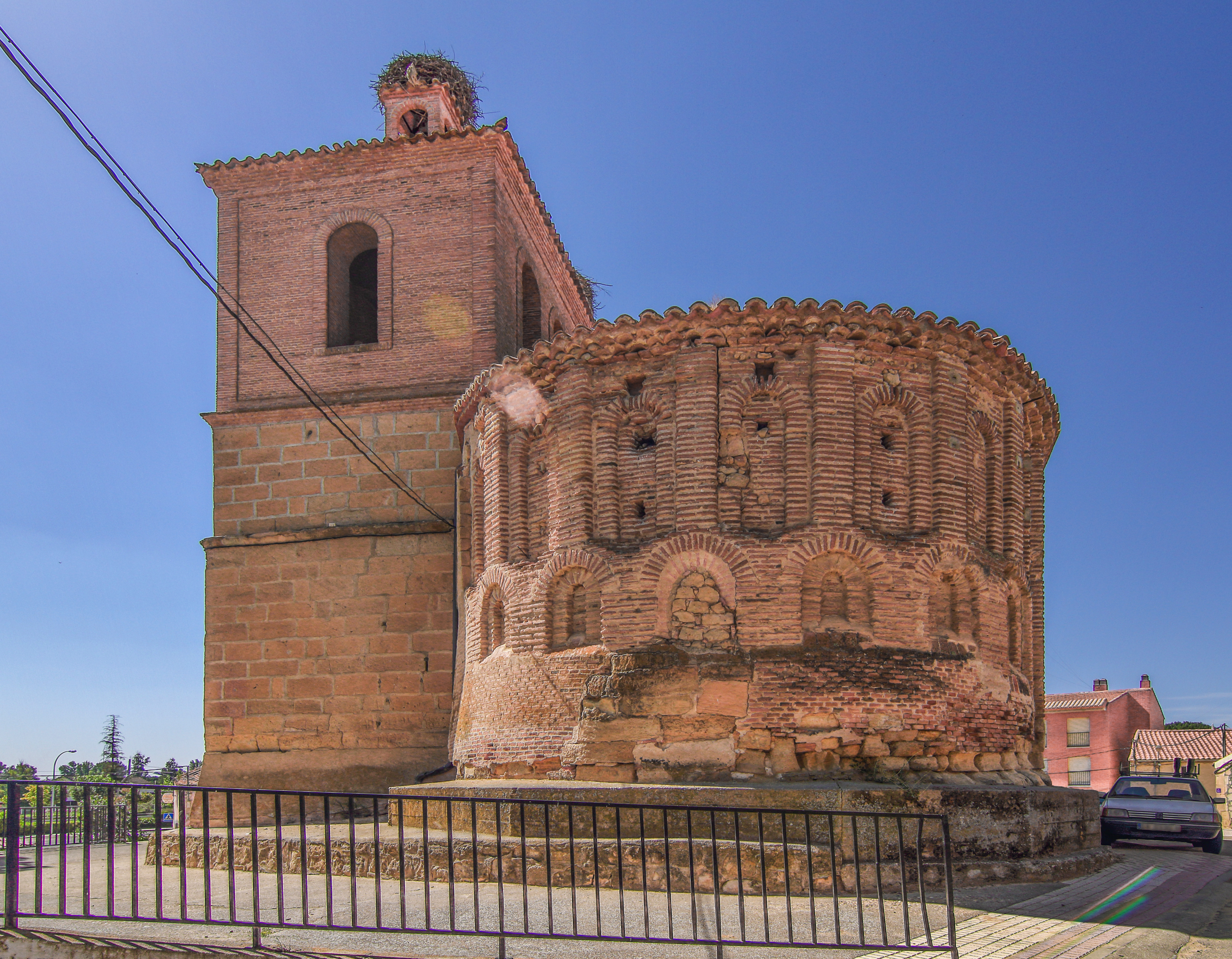
Ábside románico-mudéjar de la iglesia de Santiago

Su fundación se remonta a la repoblación efectuada por los reyes de León en la Edad Media, quedando integrado en el cuarto de Villoria de la jurisdicción de Salamanca, dentro del Reino de León, denominándose "Aldealuenga" en el siglo XIII. Con la creación de las actuales provincias en 1833, Aldealengua quedó encuadrado en la provincia de Salamanca, dentro de la Región Leonesa.

## Geografía humana

### Demografía
Cuenta con una población de 713 habitantes (INE 2024).
| Gráfica de evolución demográfica de Aldealengua entre 1842 y 2021                                                     |
| |
| Población de derecho según los censos de población del INE. Población de hecho según los censos de población del INE. |

## Cultura

### Fiestas
- 23 y 24 de junio, Fiestas Patronales de San Juan.

## Administración y política
| Partido político                         | 2019  | 2019  | 2019       | 2015  | 2015  | 2015       | 2011  | 2011  | 2011       | 2007  | 2007  | 2007       | 2003  | 2003  | 2003       |
| Partido político                         | %     | Votos | Concejales | %     | Votos | Concejales | %     | Votos | Concejales | %     | Votos | Concejales | %     | Votos | Concejales |
| Partido Popular (PP)                     | 63,61 | 264   | 5          | 60,86 | 241   | 5          | 50,76 | 200   | 4          | 43,26 | 170   | 3          | 47,66 | 173   | 4          |
| Partido Socialista Obrero Español (PSOE) | 32,53 | 135   | 2          | 35,86 | 142   | 2          | 35,53 | 140   | 3          | 45,04 | 177   | 4          | 39,67 | 144   | 3          |
| Ciudadanos (CS)                          | 3,61  | 15    | 0          | —     | —     | —          | —     | —     | —          | —     | —     | —          | —     | —     | —          |
| Izquierda Unida (IU)                     | —     | —     | —          | —     | —     | —          | 11,42 | 45    | 0          | 8,65  | 34    | 0          | 9,37  | 34    | 0          |